# Anachipteria valida
Anachipteria valida är en kvalsterart som först beskrevs av Banks 1910.  Anachipteria valida ingår i släktet Anachipteria och familjen Achipteriidae. Inga underarter finns listade i Catalogue of Life.